# Ad Melkert
Adrianus Petrus Wilhelmus (Ad) Melkert (ur. 12 lutego 1956 w Goudzie) – holenderski polityk, deputowany do Tweede Kamer, minister, od 2001 do 2002 lider Partii Pracy (PvdA).

## Życiorys
Z wykształcenia politolog, w latach 1974–1981 studiował na Universiteit van Amsterdam. W tym samym czasie był członkiem ekologicznego ugrupowania Politieke Partij Radikalen, w 1982 przystąpił do Partii Pracy. Od 1981 do 1984 pracował w Brukseli jako sekretarz generalny forum młodzieżowego powołanego przy Wspólnocie Europejskiej, później do 1986 pełnił funkcję dyrektora holenderskiego oddziału organizacji Oxfam.
W 1986 po raz pierwszy wybrany na deputowanego do Tweede Kamer. Do niższej izby Stanów Generalnych uzyskiwał reelekcję w wyborach w 1989, 1994, 1998 i 2002. Od sierpnia 1994 do sierpnia 1998 sprawował urząd ministra spraw społecznych i zatrudnienia w pierwszym rządzie Wima Koka. W kolejnej kadencji objął funkcję przewodniczącego frakcji poselskiej PvdA, a w grudniu 2001 został liderem tego ugrupowania. Ustąpił w maju 2002 po porażce swojego ugrupowania w wyborach parlamentarnych, rezygnując kilka miesięcy później z mandatu deputowanego.
W latach 2002–2006 zatrudniony w Banku Światowym. Następnie do 2009 był zastępcą sekretarza generalnego Programu Narodów Zjednoczonych ds. Rozwoju. Od 2009 do 2011 pełnił funkcję specjalnego wysłannika sekretarza generalnego ONZ w Iraku. W 2012 kandydował na dyrektora generalnego Międzynarodowej Organizacji Pracy, wybrany na ten urząd został jednak Guy Ryder.
Oficer Orderu Oranje-Nassau (1998).